# 9. Deutscher Bundestag
Der 9. Deutsche Bundestag bestand zwischen dem 4. November 1980 und dem 29. März 1983. Insgesamt tagte der 9. Deutsche Bundestag in 142 Sitzungen, wobei die letzte Sitzung am 20. Januar 1983 stattfand. Der 9. Bundestag konstituierte sich nach der Bundestagswahl  am 5. Oktober 1980.
Alterspräsident war Herbert Wehner (SPD), Vorsitzender der SPD-Bundestagsfraktion.
Am 5. November 1980 wählte der 9. Bundestag Helmut Schmidt (SPD) mit 266 (+11) Ja-Stimmen, 222 (+11) Nein-Stimmen und 2 Enthaltungen im ersten Wahlgang zum Bundeskanzler. Dabei gab es 1 ungültige Stimme. Schmidts Amtszeit endete am 1. Oktober 1982 durch ein konstruktives Misstrauensvotum, mit dem Helmut Kohl (CDU) zum Bundeskanzler gewählt wurde. Kohl sorgte durch eine Vertrauensfrage nach Art. 68 Grundgesetz, die – wie beabsichtigt – am 17. Dezember 1982 im Bundestag keine Mehrheit fand, dafür, dass Bundespräsident Karl Carstens am 7. Januar 1983 die Auflösung des Bundestages und eine vorgezogene Bundestagswahl am 6. März 1983 anordnen konnte. Mit einer Dauer von 2 Jahren und 145 Tagen war der 9. Bundestag die bislang kürzeste Legislaturperiode in der Geschichte der Bundesrepublik. 

## Mitglieder des Bundestages
Der 9. Bundestag hatte zu Beginn und am Ende der Legislaturperiode insgesamt 497 Abgeordnete (+22 Berliner Bundestagsabgeordnete). Den höchsten Sitzanteil hatte die CDU/CSU mit 226 (+11 Berliner) Sitzen (insgesamt 237), worauf die SPD mit 218 (+10) Sitzen (insgesamt 228, am Ende der Legislaturperiode 225) folgte. Zudem war im 9. Bundestag noch die FDP mit 53 (+1) Sitzen (insgesamt 54, am Ende: 53 Sitzen) vertreten. Durch Austritte von Abgeordneten gab es zeitweise insgesamt 7 fraktionslose Abgeordnete.

## Präsidium des Bundestages
Richard Stücklen wurde in der ersten Sitzung mit 463 Ja-Stimmen, 38 Nein-Stimmen und 13 Enthaltungen erneut zum Bundestagspräsidenten gewählt. Eine Stimme war ungültig.

## Arbeit

### Gesetze
Insgesamt kam es zur Einbringung von 242 Gesetzesinitiativen in den Bundestag, wovon sich 146 auf Regierungsvorlagen, 38 auf Initiativen des Bundesrates und 58 auf Initiativen des Bundestages verteilen. Insgesamt wurden 139 Gesetze während der 9. Legislaturperiode vom Bundestag verabschiedet und 136 Gesetze verkündet.

### Ausschüsse
Der 9. Bundestag hatte 20 ständige Ausschüsse.

### Anfragen, Aktuelle Stunden und Befragungen
Es kam zu 32 großen Anfragen und 297 kleinen Anfragen. Zudem gab es 12 aktuelle Stunden und 79 Fragestunden.

### Untersuchungsausschüsse
Der erste und einzige Untersuchungsausschuss der Legislaturperiode wurde am 9. Oktober 1981 auf Antrag der CDU/CSU zu Flucht und Rückkehr des DDR-Grenzkommandeurs Klaus-Dieter Rauschenbach im Juni 1981 eingesetzt. Zwischen dem 29. Oktober 1981 und dem 11. Februar 1982 fanden 5 Sitzungen im 1. Untersuchungsausschuss der 9. Wahlperiode des Deutschen Bundestages statt.